# Prince Patrick-sziget
A Prince Patrick-sziget (Prince Patrick Island) a Parry-szigetek legnyugatibb tagja a Kanadai szigettengerben, az északi mágneses sarkhoz közel. Francis McClintock brit utazó fedezte fel 1853-ban.
Hossza 240 km, szélessége 30–80 km, területe 15 848 km². Legnagyobb része homokkővel borított plató; legmagasabb pontja délkeleti részén a Mould Bay (250 m).
A sziget gyakorlatilag jégmentes; a növényzete köves tundra. Lakatlan.